# Tremorina
Tremorina é um medicamento usado em pesquisas científicas para produzir tremor em animais. Isto é usado para o desenvolvimento de medicamentos para o tratamento da doença de Parkinson, já que o tremor é um sintoma importante que é tratado com medicamentos anti-Parkinson. Os betabloqueadores também são eficazes para neutralizar os efeitos da tremorina. Tremorina, em certas doses, produz tremor, salivação, meiose, leve fraqueza muscular e rigidez que duram várias horas. Os efeitos são semelhantes em camundongos, ratos, porquinhos-da-índia, gatos, cães e macacos. Nos macacos, o quadro é surpreendentemente semelhante ao parkinsonismo humano. O antagonismo desses efeitos é completo com vários medicamentos usados para tratar o parkinsonismo. Atropina, escopolamina e outros são altamente eficazes em pequenas doses de 1–2 mgm./kgm.

## História
A tremorina foi relatada pela primeira vez por Everett et al. em 1956-57.